# Roylea cinerea
Roylea cinerea là một loài thực vật có hoa trong họ Hoa môi. Loài này được (D.Don) Baill. miêu tả khoa học đầu tiên năm 1892.